# 크로스 신주쿠 비전

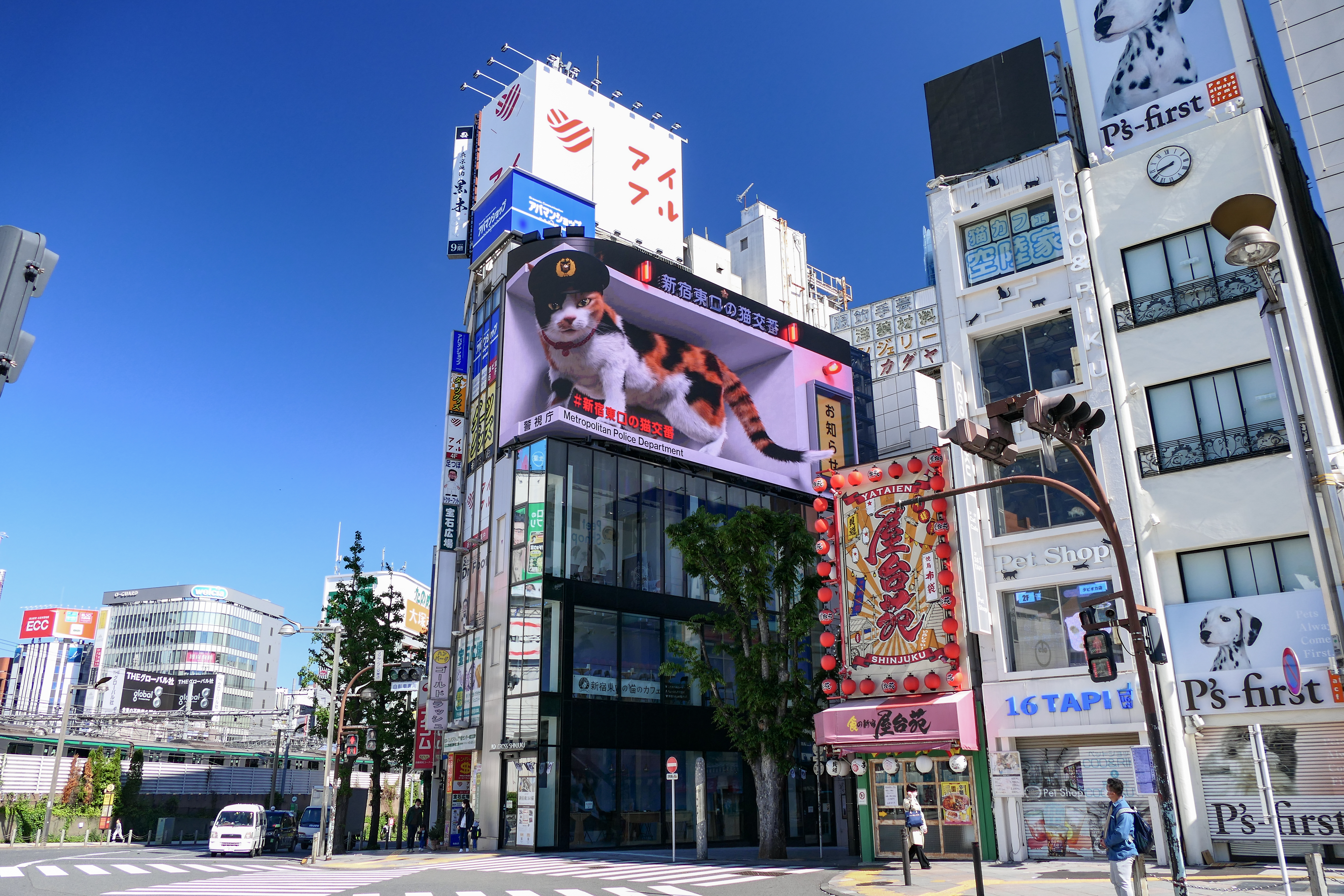
크로스 신주쿠 비전에 비추어지는 3D의 거대한 신주쿠 동쪽 출입구 고양이 (2023년 5월)

크로스 신주쿠 비전(일본어: クロス新宿ビジョン 크로스신주쿠비죤[*])은 일본 도쿄도 신주쿠구의 신주쿠역 동쪽 출구 근처에 있는 거대한 전자광고판이다. 곡면상의 화면에 비춰지는 거대한 삼색털 고양이를 CG로 묘사한 3차원 착시영상 (스테레오스코피)인 '신주쿠 동쪽 출구의 고양이'(일본어: 新宿東口の猫)가 상영되는 전광판으로 유명하다.

## 위치
도쿄도 신주쿠구의 신주쿠역 동쪽 출구 북쪽 역전 광장에 면한 '크로스 신주쿠 빌딩'(일본어: クロス新宿ビル)의 4층 부분에 세로 8.16m × 가로 18.96m 크기로 제작된 4K 해상도 전광판이다. 건물은 신주쿠로(新宿通り) 쪽 입구가 좁고 가부키초 교차로 방면으로 모아2번가 (モア2番街)를 따라 안쪽으로 길게 들어간 구조로 되어 있으며, 모서리에 맞춰 화면을 곡선형으로 만들어 영상을 입체적으로 보여줄 수 있다. 입체적으로 보이는 최적의 위치는 대각선 횡단보도를 사이에 두고, 맞은편 JR 신주쿠역 동쪽 출구에서 세이부신주쿠역 방면으로 가는 지상 보행자 동선 상에 자리해 있다. 관람에 최적화된 지점이 광장으로 조성되어 있어 더 많은 관람객들이 서 있을 수 있다. 운영회사에서는 주변 보행자를 평일 19만명, 휴일은 23만명으로 전망하고 있다..
'크로스 신주쿠 빌딩'은 주식회사 크로스 스페이스가 운영하고 있는 건물로, 지상 1~3층은 이벤트 공간, 지하층은 사루타히코 커피에서 운영하는 다방 '파스테트'(パステト)가 영업중이다. 거리 전광판 자체는 마이크로 애드 디지털 사이니지와 일본 부동산회사 유니카가 공동으로 운영하고 있다. 역 앞 광장에서 바라본 오른편 신주쿠 알타(新宿アルタ)에는 '알타 비전', 세이부신주쿠역앞 신주쿠대가드 동쪽 교차로의 유니카 빌딩 (ユニカビル)에는 또다른 대형 전광판인 '유니카비전'이 있으며 2020년 도쿄 올림픽과 패럴림픽 개최 당시 이들과 함께 경기 결과 속보 등을 전하는 실시간 중계가 이루어졌다.
방영 시간은 아침 7시부터 25시(새벽 1시)까지로, 23시 이후는 음성을 내보내지 않는다. 고양이 영상은 15분 간격으로 띄워지며, 여러 가지 영상을 조합한 2분 15초의 프로그램으로 편성 방영된다. 원래 광고판으로 설치되었던 만큼 고양이 영상 뿐만 아니라 여러 클라이언트로부터 받은 광고가 상영된다. 삼색 고양이와 기업간의 콜라보 기획이 이루어지기도 하는데 2021년 11월에는 털갈이로 흩어진 고양이털을 청소하는 청소기 제품 '룸바'의 광고가 상영되었다.
2022년 1월 26일부터는 일본 싱어송라이터 RAKURA가 부른 크로스 신주쿠 비전의 주제가 〈Shinjuku no Nekomae〉가 제작되어 상영되고 있다.

## 기술
크로스 신주쿠 비전은 곡면 디스플레이에 맞추어 변형시켜 제작한 영상을 틀어, 교차로 맞은편에 있는 시청자에게 입체적으로 보여줄 수 있다. 영상 속의 고양이는 천장과 바닥, 안쪽 2개 벽에 둘러싸여 있지만, 천장보다 위쪽 여백에 해당하는 부분에는 뒷편의 기존 간판에 맞춘 색이 배치된다. 그 여백에 고양이 신체의 일부가 튀어나오는 연출이 이루어지는데, 화면 아래에 있는 시청자에게는 고양이가 천장과 바닥에 끼인 공간보다 앞으로 튀어나온 것처럼 보이는 착시현상이 벌어진다.
LED 디스플레이 제작은 히비노 사에서 맡았으며 세계적으로 곡면이나 L자형 거리 전광판을 활용한 입체시 구현이 유행인 가운데, 입체영상이 더욱 매력적으로 펼쳐지는 LED 디스플레이를 목표로 제작하였다. 설치 후 예상보다 화제가 되어 SNS에 올리려는 사람들이 스마트폰 카메라로 LED 디스플레이를 촬영하려 하였으나, 육안을 기준으로 제작되었기에 스마트폰에서는 그다지 깔끔하게 찍히지 않는 것이 문제로 지적되었다. 그래서 리프레시 시트의 수치를 조정하여 스마트폰 카메라로도 잘 찍힐 수 있도록 개선하였다.
크로스 신주쿠 빌딩과 모아2번가 사이에 있는 빌딩 옥상에는 고정카메라와 시야를 조작할 수 있는 VR 카메라가 설치되어, 크로스 신주쿠 비전이 비추는 여상과 고양이 시점으로 역 앞 광장을 내려다보는 영상을 유튜브로 생중계 스트리밍하고 있다.

## 고양이
'신주쿠 동쪽 출구의 고양이'(일본어: 新宿東口の猫)라 부르는 삼색 고양이 CG 영상은 제작 당시 고양이를 좋아하는 스탭이 모여 고양이의 습성이나 행동에 대한 다양한 검토가 이루어졌다. 영상 제작은 일본 영화 《요묘전: 레전드 오브 더 데몬 캣》에서 검은 고양이와 호랑이의 CG 슈퍼바이저를 맡은 경력이 있는 전문가 아오야마 히로카즈 (青山寛和)가 이끄는 제작팀이 주도하였으며, 같은 작품에서 유령 고양이 캐릭터를 제작한 옴니버스 재팬이 전면 제작 지원에 나섰다. 음악 제작은 고양이 보호 활동도 겸하고 있는 'Intercity-Express' 사에서 맡았다. 영상 제작에는 약 5개월이 걸렸다.
체장 10m를 넘는 거대한 고양이의 출현에 일본 국내 언론사는 물론 로이터나 CNN 등 외신에서도 주목하였다. 미국의 ABC는 'cat'과 'Gozzilla' (고지라 )를 합쳐 "Catzilla (캣지라)"라고 소개하였다.
캐릭터를 삼색 고양이로 선정한 이유에 대해 운영사에서는 "시부야에는 충견 하치코, 이케부쿠로에는 올빼미 이케후쿠로가 있지만, 신주쿠에는 지금까지 이 지역을 상징하는 동물이 없었다. 남녀노소로부터 사랑받는 동물로 고양이를 선정하고, 코로나 사태 이전보다 외국인 관광객이 많이 찾은 점을 고려해 화목함을 느낄 수 있는 털색으로 삼색 고양이를 선정했다"고 밝혔다.
'신주쿠 동쪽 출입구 고양이'는 제25회 일본 문화청 미디어 예술제 엔터테인먼트 부문 소셜 임팩트상을 수상했다.